# Mesoleptus peregrinus
Mesoleptus peregrinus är en stekelart som först beskrevs av Forster 1876.  Mesoleptus peregrinus ingår i släktet Mesoleptus och familjen brokparasitsteklar. Inga underarter finns listade i Catalogue of Life.